# Bay (Laguna)
Bay is een gemeente in de Filipijnse provincie Laguna op het eiland Luzon. Bij de laatste census in 2010 telde de gemeente bijna 56.000 inwoners.

## Geografie

### Bestuurlijke indeling
Bay is onderverdeeld in de volgende 15 barangays:
| - Bitin - Calo - Dila - Maitim - Masaya - Paciano Rizal - Puypuy - San Antonio | - San Isidro - Santa Cruz - Santo Domingo - Tagumpay - Tranca - San Agustin - San Nicolas |

## Demografie
Bay had bij de census van 2010 een inwoneraantal van 55.698 mensen. Dit waren 4.942 mensen (9,7%) meer dan bij de vorige census van 2007. Ten opzichte van de census van 2000 was het aantal inwoners gegroeid met 11.936 mensen (27,3%). De gemiddelde jaarlijkse groei in die periode kwam daarmee uit op 2,44%, hetgeen hoger was dan het landelijk jaarlijks gemiddelde over deze periode (1,90%).

De bevolkingsdichtheid van Bay was ten tijde van de laatste census, met 55.698 inwoners op 42,66 km², 1305,6 mensen per km².